# جوش بيجلي
جوش بيجلي (بالإنجليزية: Josh Begley)‏ هو لاعب كرة قدم أسترالية أسترالي، ولد في 3 يوليو 1998.

## وصلات خارجية
- جوش بيجلي على موقع AustralianFootball.com (الإنجليزية)
- جوش بيجلي على موقع AFLtables.com (الإنجليزية)